# Adelpherupa aethiopicalis
Adelpherupa aethiopicalis là một loài bướm đêm trong họ Crambidae.